# فران کروز
فران کروز (انگلیسی: Fran Cruz؛ زادهٔ ۲۲ ژوئن ۱۹۹۱) بازیکن فوتبال اهل اسپانیا است.
از باشگاه‌هایی که در آن بازی کرده‌است می‌توان به باشگاه فوتبال کوردوبا، باشگاه فوتبال اکسترمادورا، باشگاه فوتبال آلکورکون، و باشگاه فوتبال راپید بخارست اشاره کرد.